# 足柄城
足柄城（あしがらじょう）は、静岡県駿東郡小山町と神奈川県南足柄市の境の足柄峠付近にあった日本の城。別名、霞城ともいう。旧東海道の足柄古道に位置する山城（尾根城）。

## 歴史・沿革
足柄城は大森氏により築かれたとみられ、その後天文5年（1536年）頃に北条氏綱により改修されたと見られるが、正確なところはわかっていない。天文24年（1555年）に北条氏康がこの城に改修をおこなったとされ、これは氏康が三田郷（神奈川県厚木市）の百姓に足柄城普請の人足を出させることを命じた記録からわかっている。
永禄11年（1568年）に甲相駿三国同盟が武田信玄の駿河侵攻により破棄されると、この城の防衛上の重要性が増したことから、永禄12年から元亀2年（1569年～1571年）にかけて、大幅な改修を行っている。
武田氏滅亡後は、豊臣秀吉と対峙するようになり、天正15年（1587年）には北条氏光を城番とし大規模な改修を施し、天正18年（1590年）に小田原征伐が勃発すると、北条氏光をこの城の守将として配置した。氏光は山中城（静岡県三島市）が落城するを聞くと小田原城に退却し、残された守備隊は豊臣方の井伊直政の攻撃をうけ、本格的な戦闘が行われること無く、この城は落城している。

## 遺構
本丸および主要５つの曲輪のほか、小曲輪や堀切などの遺構が見られ、2009年（平成21年）の発掘調査では巨大な竪堀が発見されているが、整備は行き届いていない。ただし主郭の範囲に遊歩道が約600メートルにわたって整備され、散策することが出来る。

## アクセス
JR御殿場線駿河小山駅より徒歩約120分。
伊豆箱根鉄道大雄山線大雄山駅(関本)から箱根登山バス「地蔵堂経由足柄万葉公園※」行きで終点下車、徒歩約10分。
※地蔵堂～足柄万葉公園の運行は4月・5月・10月・11月の土祝日のみ。